# قوى إعلان الحرية والتغيير
قوى إعلان الحرية والتغيير المعروفة اختصاراً بـ 'قحتت هيَ مكوّنات سياسيّة سودانية تتشكّل من تجمّع المهنيين، الجبهة الثورية وتحالف قوى الإجماع الوطني وكذا كتلة التجمع الاتحادي المُعارِض وكتلة قوى نداء السودان. تأسّست قوى الحرية في كانون الثاني/يناير 2019 خِلال الاحتجاجات السودانية 2018-2019، حيثُ قامت هذه «المُنظمة» بصياغة «إعلان الحرية والتغيير» و«ميثاق الحرية والتغيير» الذي دعا إلى إقالة الرئيس عمر البشير من السلطة وهو ما حدث بعد عدة أشهر من الاحتجاج وذلك عقبَ الإطاحة به من قبل قيادة الجيش السوداني التي انحازت إلى ثورة الشعب السوداني وأعلنت انتهاء نظام الرئيس البشير نيسان/أبريل من عام 2019. واصلت قوى إعلان الحرية والتغيير تنسيق الاحتجاجات في وجهِ المجلس العسكري الذي حكمَ البلاد نظريًا بعد سقوط نظام البشير ثمّ دخلت في مرحلة مفاوضات مع المجلس حتى توصّلت معهُ في 17 تموز/يوليو 2019 إلى خطة لتقاسم السلطة.

## التأسيس
بدأت الاحتجاجات السودانية في نهاية عام 2018 ثمّ استمّرت لحوالي ستة أسابيع عندما قامت مجموعة واسعة من الإئتلافات المدنية من بما في ذلك تجمع المهنيين السودانيين، الجبهة الثورية السودانية، تحالف قوى الإجماع الوطني، نداء السودان والتجمع الاتحادي بصياغة ما سُمّي بـ «إعلان الحرية والتغيير» وكذا «ميثاق الحرية والتغيير» الذي دعوا فيه إلى إقالة عمر البشير من السلطة.

## دورها
اشتهرت قوى إعلان الحرية والتغيير على نطاقٍ واسع في الداخل السوداني وكذا في الخارج وذلك بفضلِ الدور الذي لعبتهُ في تنظيم الاحتجاجات ضدّ كلٍ من نظام الرئيس المعزول عمر البشير وضدّ المجلس العسكري بقيادة عبد الفتاح البرهان. واكبت هذه القوى على مدى نصفِ عام تقريبًا الاحتجاجات بكافّة منعرجاتها وبحلول نيسان/أبريل 2019 وفي ظلّ تعنت النظام الحاكم في الاستماع لمطالب المُحتجين؛ دعمت قوى إعلان الحرية والتغيير العصيان المدني.
في 8/أبريل جاء بيان ومطالب قوى إعلان الحرية والتغيير في بيان صحفي
نص البيان:
بسم الله الرحمن الرحيم
قوى إعلان الحرية والتغيير
بيان صحفي
ظلت جماهير الشعب السوداني تقدم الدروس الملهمة في النضال والتضحية وفي ابتداع وتنويع أساليب المقاومة السلمية منذ اندلاع ثورته المجيدة في ديسمبر 2018 والتي لم تجدي معها كل أدوات البطش والتنكيل، ولم يفلح إعلان الطوارئ في إرهاب جموع السودانيات والسودانيين الثائرة.
خرجت كل قطاعات الشعب السوداني معلنة تصميمها لإنهاء المهزلة التي استمرت لأكثر من تلاثين عاماً، خرجت النساء وخرج الرجال بعزم وجسارة ستحكي عنها الأجيال، خرج الشباب والشيب في تلاحم فريد، خرج الهامش والحضر في عزم أكيد لغلق صفحة التمييز والإقصاء. التحية لمن ضحوا بأرواحهم فداءً لعرس الوطن، والتحية لكل الجرحى والمعتقلين الذين سيطلق سراحهم في اللحظات القادمة بأمر إرادة الشعب الأبي الثائر.
بلغت الثورة السودانية مرحلة فاصلة ومهمة بموكب 6 أبريل الذي احتشدت فيه جماهير الشعب السوداني بشكل غير مسبوق، وقد قررت الجماهير الاعتصام أمام مباني القيادة العامة لقوات الشعب المسلحة حتى إعلان سقوط النظام وسطرت ملاحم رائعةً وصموداً باسلاً في وجه سلطة وحشية تبتغي البقاء في الكرسي على جماجم الناس ووسط بحور دمائهم. أخرج شعبنا أروع ما فيه.. تكافلٌ وتراحمٌ وشجاعةٌ وتنوعٌ فريد.. لم يحتج زاداً أو ماء فأبناته وبناته أفراداً وشركات كانوا خير عونٍ وخير سندٍ، ولا زالت عبقرية شعبنا قادرة على ابتداع المزيد حتى إنجاز التغيير الشامل الذي نريد.
باسمكم جميعاً نحيي كل الشرفاء من ضباط وضباط صف وجنود القوات المسلحة الذين قاموا بحماية الثوار وحماية حقهم في التعبير السلمي عن رأيهم.
إننا في قوى إعلان الحرية والتغيير وفي هذا الوقت المفصلي من تاريخ بلادنا وتلبية لمطالب شعبنا العظيم نعلن التالي:
أولاً: تأكيد مطلب شعبنا بالتنحي الفوري لرئيس النظام وحكومته دون قيدٍ أو شرط.
ثانياً: تكوين مجلس من قوى إعلان الحرية والتغيير وقوى الثورة التي تدعم الإعلان، على أن يتولى هذا المجلس مهام الإتصال السياسي مع القوات النظامية والقوى الفاعلة محلياً ودولياً من أجل إكمال عملية الانتقال السياسي وتسليم السلطة لحكومة مدنية انتقالية متوافق عليها شعبياً ومعبرة عن قوى الثورة.
ثالثاً: دعوة القوات المسلحة لدعم خيار الشعب السوداني في التغيير والانتقال إلى حكم مدني ديموقراطي وسحب يدها عن النظام الحالي الذي فقد أي مشروعية له، وقطع الطريق أمام محاولاته البائسة لجر البلاد للعنف أو للالتفاف على مطالب الثورة وإعادة إنتاج نفسه. هذا الأمر يتم عبر التواصل المباشر بين قوى إعلان الحرية والتغيير وقيادة القوات المسلحة لتيسير عملية الانتقال السلمي للسلطة للحكومة الانتقالية.
رابعاً: دعوة المجتمع الإقليمي والدولي لدعم مطالب ثورة الشعب السوداني، والتأكيد علي رغبتنا الجادة في بناء علاقات متوازنة تقوم على احترام أسس الجوار وتعمل علي التعاون المشترك من اجل مصلحة الشعوب وسلامها واستقرارها وازدهارها.
إننا في قوى إعلان الحرية والتغيير سنمضي بخطي ثابتة مع شعبنا من أجل إكمال مسار عملية التغيير، فقد لاح فجر الخلاص بصمود وبسالة الثائرات والثوار، وقريباً سيحصد شعبنا نتاج غرسه وصبره ونضاله في وطنٍ ينعم فيه جميع بناته وبنيه بالسلام والعدالة والحرية والتنمية والمواطنة بلا تمييز.
قوي إعلان الحرية والتغيير
8 أبريل 2019
ونظمت الاحتجاجات في الشوارع لعدة شهور إلى أن انقلبَ الجيش السوداني على البشير واعتقله مُعلنًا عن «إسقاط نظامه بالكامل»

واصلت قوى إعلان الحرية والتغيير تنسيق أعمال الاحتجاج وهذهِ المرة ضدّ المجلس العسكري الذي رفض النزول لمطالبها فِي تسليم السلطة إليهم. وقد اتُّهم المجلس العسكري من قبل تلك القوى بالقيام بعدد من الانتهاكات، تراوحت بين قتل متظاهرين والتعاملَ بعنفٍ معَ المتظاهرين، إضافة إلى مسؤوليته بارتكاب مجزرة القيادة العامة في الثالث من حزيران/يونيو ما تسبّب في سقوط أكثر من 100 قتيلٍ في يومٍ واحد. إلّا أن المجلس تبرأ من تلك التهم، حيث أعلن عن أن المسؤول عن المجزرة هم ضباط لم يكونوا ضمن القوات المنتدبة من المجلس إلى المنطقة، كاشفًا عن وجود تحقيقات للكشف عن المسؤول الحقيقي وراء مقتل المتظاهرين. هذا وتوعّد نائب رئيس المجلس بإعدام كل من تورّط في الحادثة. في أوائل تمّوز/يوليو 2019؛ وافقت قوى إعلان الحرية والتغيير على الدخول في مفاوضات مع المجلس انتهت بتوقيعِ خطّة لتقاسم السلطة بين الطرفين.